# Monte Burney
El Monte Burney es un estratovolcán activo, totalmente pasivo de 1520 metros desde el mar, esta completamente cubierto de hielo y se encuentra en la Península Muñoz Gamero a 200 km de Punta Arenas y a 90 km de Puerto Natales.

## Geografía
Los Andes cuentan con cuatro áreas de actividad volcánica de norte a sur: la Zona Volcánica del Norte, la Zona Volcánica Central, la Zona Volcánica del Sur y la Zona Volcánica Austral. Estas zonas volcánicas están separadas por lagunas que carecen de actividad volcánica.
La actividad volcánica ocurre en la Zona Volcánica del Sur y la Zona Volcánica Austral. Estos contienen alrededor de 74 volcanes con actividad post-glacial; incluyendo volcanes monogenéticos, estratovolcanes y complejos volcánicos. Llaima y Villarrica están entre los más activos de estos volcanes. Las zona volcánica del Sur y Austral están separadas por una brecha sin actividad volcánica, cerca de la triple intersección de Chile.
La erupción más violenta de esta región fue la del volcán Hudson, la cual es considerada como una de las más violentas de la historia vulcanológica de Chile.

## Composición
El volcán se compone de andesita con piedra pómez alrededor de sus pies, que incluye algunas dacitas con el general SiO2 que van desde 59 % hasta 66 % de su composición estructural. El volcán tiene un pequeño cráter la cual está obstruido por un glacial en la cumbre y tiene una pared norte empinada. Las secciones orientales del volcán se componen de una ringplain del Holoceno y flujos piroclásticos con posibles orígenes volcánicos del pre-Holoceno.
El Monte Burney está ubicado en la parte más al sur de Chile y de Sudamérica, es el segundo volcán más sureño de estos, después del Volcán Fueguino, distante más al sur. 
El nombre de la montaña se le debe a James Burney, quien sería uno de sus descubridores.

## Clima
El clima de la región de la Patagonia está influenciado tanto por la distancia cercana a la Antártida como por los hemisferios del hemisferio sur. Las corrientes polares de aire frío, las frías corrientes oceánicas, las precipitaciones orográficas y la Corriente Circumpolar Antártica afectan aún más el clima regional.
A pesar de que su historia glacial es poca conocida, se han identificado alrededor de cuatro etapas de glaciación.

## Erupciones
El volcán es de carácter explosivo. El monte Burney ha tenido erupciones en los años 90 aC ± 100, 800 AC ± 500, 2290 AC ± 100, 3740 AC ± 10, 7140 aC ± 200, 7390 ± y su última erupción ocurrió en 1910 siendo la última vista. Esta última tuvo un índice de explosividad volcánica de 2 y fue observada por un barco mercantil. La erupción coincidió con un terremoto y un tsunami en la zona, el 24 de junio de 1910.
Existe un informe no confirmado de una erupción en 1920, así como informes de un destello y terremotos durante la noche del 24 de junio de 1970. Sin embargo, no se identificaron informes de dicha actividad en el periódico contemporáneo La Prensa Austral.